# Trzęsienie ziemi w Illapel (2015)
Trzęsienie ziemi w Illapel – trzęsienie ziemi o sile 8,4 w skali Richtera, które miało miejsce 16 września 2015 w mieście Illapel. Zginęło 16 osób, a 34 osoby zostały ranne. Epicentrum trzęsienia zostało zlokalizowane w mieście Illapel w regionie Coquimbo.

## Zniszczenia
Według chilijskiej marynarki wojennej fale o wysokości 4,5 metra zalały kilka miejscowości. Ogromne zniszczenia zanotowano w nadmorskim mieście Coquimbo. Z powodu zagrożenia z falami tsunami ewakuowano milion osób na chilijskim wybrzeżu.